# Lakeland
Lakeland er en by i Polk County i Florida, USA. Lakeland har ca. 112.641 (2020) indbyggere. Byen blev grundlagt i 1883 og fik status som by to år senere.